# ダーバン国際空港
旧ダーバン国際空港（ダーバンこくさいくうこう、Durban International Airport）は、南アフリカ共和国のダーバンにあった国際空港である。2010年5月1日にキング・シャカ国際空港へ当空港を発着する全便が移転し、現在は南アフリカ空軍の基地（軍用飛行場）になっている。

## 過去の就航路線
- 1タイム：ケープタウン、ヨハネスブルク
- モーリシャス航空：ポートルイス
- エアリンク：ブルームフォンテーン、ジョージ、マプト、ネルスプライ
- ブリティッシュエアウェイズ（コムエアーが運航）：ケープタウン、ヨハネスブルク
- エミレーツ航空：ドバイ
- インターリンク航空：プレトリア
- クルラコム：ケープタウン、ヨハネスブルク、ランセリア、ポートエリザベス
- マンゴー航空：ケープタウン、ヨハネスブルク
- 南アフリカ航空ケープタウン、ヨハネスブルク
- 南アフリカ航空（サウスアフリカンエクスプレスが運航）：イーストロンドン、ヨハネスブルク、ポートエリザベス